# شن يونغ نام
سين يونغ نام (بالإنجليزية: Sin Yong-Nam)‏ (مواليد 23 يناير 1978 في كوريا الشمالية) لاعب كرة قدم كوري شمالي دولي يجيد اللعب في خط الوسط .

## روابط خارجية
- شن يونغ نام على موقع الاتحاد الدولي (مؤرشف)  (الإنجليزية)
- شن يونغ نام على موقع قاعدة بيانات كرة القدم.إي يو (الإنجليزية)
- شن يونغ نام على موقع ناشيونال فوتبول تيمز (الإنجليزية)
- شن يونغ نام على موقع Soccerway.com (الإنجليزية)